# Liste der denkmalgeschützten Objekte in Diex
Die Liste der denkmalgeschützten Objekte in Diex enthält die 7
denkmalgeschützten, unbeweglichen Objekte der Gemeinde Diex.

## Denkmäler
| Foto |                 | Denkmal                                                                     | Standort                                                | Beschreibung | Metadaten |
| ---- | --------------- | --------------------------------------------------------------------------- | ------------------------------------------------------- | --- | --- |
| ja   | Datei hochladen | Kath. Pfarrkirche hl. Martin HERIS-ID: 53522 Objekt-ID: 61502               | Diex Standort KG: Diexerberg                            | Die mächtige barock erneuerte Doppelturmanlage basiert im Bereich der beiden Turmerdgeschoße noch auf einem romanischen Kern des 13. Jahrhunderts. Aus dem späten 15. Jahrhundert stammt das Gewändeportal im Westturm, es ist mit Rund- und Birnstäben reich profiliert und besitzt einen geraden Sturz und eine Lunette. Der gotische, im Kern romanische Ostturm wird von Strebepfeilern gestützt. Am ursprünglichen Chorturm, der heute als Seitenkapelle verwendet wird, sind an der östlichen Außenwand noch Dienste und Gewölbeansätze vom ehemaligen Chorschluss zu erkennen. Im Kircheninneren sind an der Westwand der ehemalige spitzbogige Triumphbogen und an der Ostwand ein Gurtbogen vorhanden. Beide Türme besitzen spitzbogige, gekuppelte Schallfenster und sechseckige Pyramidendächer. Zwischen den Türmen wurde im vierten Viertel des 18. Jahrhunderts eine etwas vorgeschobene frühklassizistische Fassade im Zopfstil errichtet. Die zweigeschoßige Fassade mit einem die Mitte betonenden Volutengiebel, der vor einem Pultdach aufragt, wird von Pilastern, Fensterrahmungen und Nischen gegliedert. Die Fassadenwirkung wird durch das im 19. Jahrhundert erbaute Vordach auf dicken Pfeilern beeinträchtigt. Der polygonale Barockchor ist niedriger als das Langhaus. In der kielbogigen Lichtnische der Chorschlusswand steht eine Valentinsstatuette. Der Chor wird von einem 1996 erneuerten dachreiterartigen Glockentürmchen bekrönt. Die Tore des südlichen rundbogigen Portals mit Kämpfern sind eisenbeschlagen und mit Doppeladlern und IHS-Monogrammen verziert. 1993 wurde an der Südseite der Kirche ein frühbarockes Christophorus-Fresko freigelegt. Alle Dächer sind mit Steinplattln gedeckt. Das Langhaus wird von einer Tonne mit Stichkappen überwölbt und durch einen breiten Gurtbogen in zwei Joche unterteilt. An das Langhaus schließt ein eingezogener Chor mit Konche an. Die Innenwände sind durch Pilaster mit Rokoko-Ornamentik und zwei Nischen gegliedert. Die dreiachsige, stark vorschwingende Südempore ist durch eine eisenbeschlagene Tür von außen begehbar. | BDA-Hist.: Q2082581 Status: § 2a Stand der BDA-Liste: 2025-06-30 Name: Kath. Pfarrkirche hl. Martin GstNr.: .33 Pfarrkirche Diex                                                |
| ja   | Datei hochladen | Wehrkirchhof HERIS-ID: 67852 Objekt-ID: 80833                               | Diex Standort KG: Diexerberg                            | Die Kirche ist von einer frühneuzeitlichen etwa fünf Meter hohen Ringmauer mit einem unregelmäßigen sechseckigen Grundriss umschlossen. An den Knickstellen im Osten und Westen stehen 3/4 Rundtürme. In der Nordostecke der Wehranlage befindet sich ein trapezförmiger Torbau mit Schießscharten und Tonnengewölbe. Über dem profilierten Portal an der Außenseite befindet sich eine um 1515 geschaffene spätgotische Kreuzigungsgruppe, auf der Innenseite ist ein Bauabschlussstein mit der Bezeichnung 1535 angebracht. Die Türe des Torbaues ist mit Schießscharten ausgestattet. Der hölzerne gedeckte Wehrgang mit Schildwand und Wurfspalte, der durch bewegliche Balken abdeckbar ist, ist noch gut erhalten. Im Süden schließt an der Wehrmauer der Pfarrhof an. | BDA-Hist.: Q55725868 Status: § 2a Stand der BDA-Liste: 2025-06-30 Name: Wehrkirchhof GstNr.: .33 Wehrkirchhof Diex                                                              |
| ja   | Datei hochladen | Pfarrhof HERIS-ID: 53518 Objekt-ID: 61496                                   | Diex 96 Standort KG: Diexerberg                         | An der Süd-Seite der Wehrmauer, zweigeschoßiger Baublock, in der ersten Hälfte des 18. Jahrhunderts erweitert, im Kern spätmittelalterlich, über dem Eingang Wappenstein mit Segnender Hand Gottes bezeichnet 1755; am Wirtschaftstrakt Bezeichnung 1535. | BDA-Hist.: Q38057409 Status: § 2a Stand der BDA-Liste: 2025-06-30 Name: Pfarrhof GstNr.: .34 Pfarrhof Diex                                                                      |
| ja   | Datei hochladen | Kath. Pfarrkirche hl. Maria Magdalena HERIS-ID: 57657 Objekt-ID: 67906      | Grafenbach Standort KG: Grafenbach                      | Urkundliche Erwähnung 1309 im Kopialbuch des Stiftes Griffen, Pfarre im 18. Jahrhundert. Spätgotischer Bau aus dem ersten Drittel des 16. Jahrhunderts. Turm an der Langhaus-Süd-Seite mit achtseitigem Spitzhelm, in den zweiteiligen Schallfenstern Blendmaßwerk, das westlich bezeichnet ist mit 1532. Am Langhaus dreistufige Strebepfeiler, südseitig zweibahnige Maßwerkfenster, am Chor flache dreistufige Vorlagen. Vorhallenbau im Westen, zweigeschoßig, in voller Höhe und Breite des Langhauses angebaut um 1640, an der Nord- und Süd-Seite durch abgefaste rundbogige Portale geöffnet; Vorhallengewölbe um 1640. Spätgotisches West-Portal durch reiche Profile, krabbenbesetzten Kielbogen und Blendmaßwerk im Tympanon geschmückt; Meisterzeichen in Wappen; gotische Eisenplattentür 1994 restauriert. | BDA-Hist.: Q2082651 Status: § 2a Stand der BDA-Liste: 2025-06-30 Name: Kath. Pfarrkirche hl. Maria Magdalena GstNr.: .22 Pfarrkirche Grafenbach                                 |
| ja   | Datei hochladen | Ehem. Wehrkirchhof HERIS-ID: 67856 Objekt-ID: 80837                         | Grafenbach 32 Standort KG: Grafenbach                   | Wehrkirchenanlage mit unversehrt erhaltener Ringmauer zwischen 1487 und 1532 errichtet; im Südwesten zweigeschoßiger Torturm mit Walmdach, abgefastem rundbogigen Portal und Stichkappentonnengewölbe im Untergeschoß; an der Innenwand der Wehrmauer ein hölzerner, von Satteldach überdeckter Wehrgang. 1993 Ausbau eines Proberaumes im ersten Obergeschoß. | BDA-Hist.: Q38117684 Status: § 2a Stand der BDA-Liste: 2025-06-30 Name: Ehem. Wehrkirchhof GstNr.: .22, .21 Pfarrkirche Grafenbach                                              |
| ja   | Datei hochladen | Kath. Filialkirche hl. Lamprecht/Lambertus HERIS-ID: 53872 Objekt-ID: 61939 | Haimburgerberg Standort KG: Haimburgerberg              | Am Berghang gelegen. Urkundlich 1314 erwähnt. Kleiner romanischer Bau mit sechseckigem westlichem Dachreiter; gerader eingezogener Chor; alle Dächer mit Steinplattln gedeckt. Leicht eingezogene, mit dem Langhaus gleich hohe geschlossene Vorhalle von 1635 mit zwei rundbogigen Portalen. In das flachgedeckte Langhaus Portal mit geradem Sturz und Lünettenfeld. Holzempore. Triumphbogen rundbogig mit Kämpfern. Chor tonnengewölbt, Stichkappen. Rundbogige Fenster an der Süd-Seite. | BDA-Hist.: Q38058758 Status: § 2a Stand der BDA-Liste: 2025-06-30 Name: Kath. Filialkirche hl. Lamprecht/Lambertus GstNr.: .47 Filialkirche hl. Lambertus, Heimburgerberg, Diex |
| ja   | Datei hochladen | Burgruine Rauterburg HERIS-ID: 67857 Objekt-ID: 80838                       | Haimburgerberg 33, westlich Standort KG: Haimburgerberg | Nordwestlich von Haimburg am Südosthang der Wandlitzen gelegen. Vermutlich Ursprungsburg der Grafen von Heunburg; Erster Bau von Gero I. zwischen 1070 und 1072 errichtet. Wenige Reste eines viereckigen Baues, in vier ungleich große Räume geteilt. Bruchsteinmauerwerk mit eingestreuten Fischgrätverbänden (12. Jahrhundert), keine architektonischen Einzelheiten erhalten. | BDA-Hist.: Q4998703 Status: Bescheid Stand der BDA-Liste: 2025-06-30 Name: Burgruine Rauterburg GstNr.: .81 Burgruine Rauterburg                                                |